# 鈍し鉄線
鈍し鉄線（なましてっせん）とは、加熱した後に徐々に冷やす焼きなましを施工することによって得られる比較的柔らかい鉄線。鈍し番線、単に番線とも呼ばれる。

## 主な用途
太さによって用途が異なる。数値が大きいほど細い。
- 10番線（＃10）：型枠などの緊結
- 12番線（＃12）：足場や仮設の緊結
- 21番線（＃21、結束線）：鉄筋の結束

## 工具
施工時に用いる工具
- ボルトカッタ - 切断に用いる。
- ラチェットレンチ#建設用ラチェットレンチ - シノ付きのもの。シノを用いて番線を締め付ける。
- ハッカー (hooker) - 鉄筋を結束するのに用いる。